# Laura Siegemund
Laura Natalie Siegemund (Filderstadt, Alemanya Occidental, 4 de març de 1988) és una tennista professional d'Alemanya.
Ha guanyat un total de dos títols individuals i cinc de dobles en el circuit WTA. En el seu palmarès destaca el títol de Grand Slam en dobles mixts, el US Open 2016 junt al croat Mate Pavić.

## Biografia
Filla de Harro i Brigitta Siegemund, té dos germans. Va començar a jugar a tennis amb només tres anys, i va viure a diversos llocs del món com Riad (Aràbia Saudita) durant tres anys i Jakarta (Indonèsia) dos anys més. Parla correctament tres llengües: alemany, anglès i francès, i l'any 2016 va finalitzar la llicenciatura en psicologia a la Universitat de Hagen.

## Torneigs de Grand Slam

### Dobles femenins: 2 (1−1)
| Resultat   | Núm. | Any  | Torneig | Parella         | Oponents                          | Marcador    |
| ---------- | ---- | ---- | ------- | --------------- | --------------------------------- | ----------- |
| Guanyadora | 1.   | 2020 | US Open | Vera Zvonariova | Nicole Melichar Xu Yifan          | 6−4, 6−4    |
| Finalista  | 1.   | 2023 | US Open | Vera Zvonariova | Gabriela Dabrowski Erin Routliffe | 6−7(9), 3−6 |

### Dobles mixts: 2 (2−0)
| Resultat   | Núm. | Any  | Torneig       | Parella                | Oponents                      | Marcador |
| ---------- | ---- | ---- | ------------- | ---------------------- | ----------------------------- | -------- |
| Guanyadora | 1.   | 2016 | US Open       | Mate Pavić             | Coco Vandeweghe Rajeev Ram    | 6−4, 6−4 |
| Guanyadora | 2.   | 2024 | Roland Garros | Édouard Roger-Vasselin | Desirae Krawczyk Neal Skupski | 6−4, 7−5 |

## Palmarès

### Individual: 5 (2−3)
| 2009 − 2020             | Després de 2021 |
| ----------------------- | --------------- |
| Grand Slam (0−0)        |                 |
| WTA Finals (0−0)        |                 |
| Premier Mandatory (0−0) | WTA 1000 (0−0)  |
| Premier 5 (0−0)         | WTA 1000 (0−0)  |
| Premier (1−1)           | WTA 500 (0−0)   |
| International (1−0)     | WTA 250 (0−2)   |

| Títols per superfície |
| --------------------- |
| Dura (0−2)            |
| Gespa (0−0)           |
| Terra batuda (2−1)    |

| Resultat   | Núm. | Data                   | Torneig             | Superfície       | Oponent             | Marcador         |
| ---------- | ---- | ---------------------- | ------------------- | ---------------- | ------------------- | ---------------- |
| Finalista  | 1.   | 24 d'abril de 2016     | Stuttgart, Alemanya | Terra batuda (i) | Angelique Kerber    | 4−6, 0−6         |
| Guanyadora | 1.   | 24 de juliol de 2016   | Båstad, Suècia      | Terra batuda     | Kateřina Siniaková  | 7−5, 6−1         |
| Guanyadora | 2.   | 30 de juny de 2017     | Stuttgart           | Terra batuda (i) | Kristina Mladenovic | 6−1, 2−6, 7−6(5) |
| Finalista  | 2.   | 30 de juliol de 2023   | Varsòvia, Polònia   | Dura             | Iga Świątek         | 0−6, 1−6         |
| Finalista  | 3.   | 22 de setembre de 2024 | Hua Hin, Tailàndia  | Dura             | Rebecca Šramková    | 4−6, 4−6         |

### Dobles femenins: 25 (16−9)
| 2009 − 2020             | Després de 2021 |
| ----------------------- | --------------- |
| Grand Slam (1−1)        |                 |
| WTA Finals (1−0)        |                 |
| Premier Mandatory (0−0) | WTA 1000 (1−2)  |
| Premier 5 (0−0)         | WTA 1000 (1−2)  |
| Premier (1−1)           | WTA 500 (1−2)   |
| International (4−2)     | WTA 250 (7−1)   |

| Títols per superfície |
| --------------------- |
| Dura (13−6)           |
| Gespa (2−1)           |
| Terra batuda (1−2)    |

| Resultat   | Núm. | Data                   | Torneig                         | Superfície   | Parella                  | Oponents                               | Marcador            |
| ---------- | ---- | ---------------------- | ------------------------------- | ------------ | ------------------------ | -------------------------------------- | ------------------- |
| Finalista  | 1.   | 2 de maig de 2015      | Marràqueix, Marroc              | Terra batuda | Marina Zanevska          | Tímea Babos Kristina Mladenovic        | 1−6, 6−7(5)         |
| Guanyadora | 1.   | 14 de juny de 2015     | 's-Hertogenbosch, Països Baixos | Gespa        | Asia Muhammad            | Jelena Janković A. Pavliutxénkova      | 6−3, 7−5            |
| Guanyadora | 2.   | 1 d'agost de 2015      | Florianópolis, Brasil           | Terra batuda | Annika Beck              | María Irigoyen Paula Kania             | 6−3, 7−6(1)         |
| Guanyadora | 3.   | 25 d'octubre de 2015   | Luxemburg, Luxemburg            | Dura (i)     | Mona Barthel             | A. Medina Garrigues A. Parra Santonja  | 6−2, 7−6(2)         |
| Finalista  | 2.   | 19 de juny de 2016     | Mallorca, Espanya               | Gespa        | Anna-Lena Friedsam       | Gabriela Dabrowski M.J. Martínez       | 4−6, 2−6            |
| Finalista  | 3.   | 25 d'agost de 2018     | New Haven, Estats Units         | Dura         | Hsieh Su-wei             | A. Sestini Hlaváčková Barbora Strýcová | 4−6, 7−6(7), [4−10] |
| Guanyadora | 4.   | 21 d'octubre de 2018   | Moscou, Rússia                  | Dura (i)     | Alexandra Panova         | Darija Jurak Raluca Olaru              | 6−2, 7−6(2)         |
| Guanyadora | 5.   | 21 de setembre de 2019 | Canton, Xina                    | Dura         | Peng Shuai               | Alexa Guarachi Giuliana Olmos          | 6−2, 6−1            |
| Guanyadora | 6.   | 11 de setembre de 2020 | US Open, Estats Units           | Dura         | Vera Zvonariova          | Nicole Melichar Xu Yifan               | 6−4, 6−4            |
| Guanyadora | 7.   | 6 de març de 2022      | Monterrey, Mèxic                | Dura         | Vera Zvonariova          | Alicia Barnett Olivia Nicholls         | 7−5, 6−1            |
| Guanyadora | 8.   | 3 d'abril de 2022      | Miami, Estats Units             | Dura         | Vera Zvonariova          | V. Kudermétova Elise Mertens           | 7−6(3), 7−5         |
| Finalista  | 4.   | 2 d'octubre de 2022    | Tallinn, Estònia                | Dura (i)     | Nicole Melichar-Martinez | Liudmila Kitxenok Nadia Kitxenok       | 5−7, 4−6, [7−10]    |
| Guanyadora | 9.   | 16 d'octubre de 2022   | Cluj-Napoca, Romania            | Dura (i)     | Kirsten Flipkens         | Kamilla Rakhimova Yana Sizikova        | 6−3, 7−5            |
| Guanyadora | 10.  | 14 de gener de 2023    | Hobart, Austràlia               | Dura         | Kirsten Flipkens         | Viktorija Golubic Panna Udvardy        | 6−4, 7−5            |
| Finalista  | 5.   | 18 de març de 2023     | Indian Wells, Estats Units      | Dura         | Beatriz Haddad Maia      | Barbora Krejčíková Kateřina Siniaková  | 1−6, 7−6(3), [7−10] |
| Guanyadora | 11.  | 5 d'agost de 2023      | Washington DC, Estats Units     | Dura         | Vera Zvonariova          | Alexa Guarachi Monica Niculescu        | 6−4, 6−4            |
| Finalista  | 6.   | 10 de setembre de 2023 | US Open                         | Dura         | Vera Zvonariova          | Gabriela Dabrowski Erin Routliffe      | 6−7(9), 3−6         |
| Guanyadora | 12.  | 30 de setembre de 2023 | Ningbo, Xina                    | Dura         | Vera Zvonariova          | Guo Hanyu Jiang Xinyu                  | 4−6, 6−3, [10−5]    |
| Guanyadora | 13.  | 22 d'octubre de 2023   | Nanchang, Xina                  | Dura         | Vera Zvonariova          | Eri Hozumi Makoto Ninomiya             | 6−4, 6−2            |
| Guanyadora | 14.  | 6 de novembre de 2023  | WTA Finals, Cancun, Mèxic       | Dura         | Vera Zvonariova          | N. Melichar-Martinez Ellen Perez       | 6−4, 6−4            |
| Finalista  | 7.   | 4 de maig de 2024      | Madrid, Espanya                 | Terra batuda | Barbora Krejčiková       | Cristina Bucșa S. Sorribes Tormo       | 0−6, 2−6            |
| Guanyadora | 15.  | 20 d'octubre de 2024   | Osaka, Japó                     | Dura         | Ena Shibahara            | Cristina Bucșa Monica Niculescu        | 3−6, 6−2, [10−2]    |
| Finalista  | 8.   | 27 d'octubre de 2024   | Tòquio, Japó                    | Dura         | Ena Shibahara            | Shuko Aoyama Eri Hozumi                | 4−6, 6−7(3)         |
| Finalista  | 9.   | 11 de gener de 2025    | Adelaida, Austràlia             | Dura         | Beatriz Haddad Maia      | Guo Hanyu Alexandra Panova             | 5−7, 4−6            |
| Guanyadora | 16.  | 22 de juny de 2025     | Nottingham, Regne Unit          | Gespa        | Beatriz Haddad Maia      | Anna Danilina Ena Shibahara            | 6−3, 6−2            |

### Dobles mixts: 2 (2−0)
| Resultat   | Núm. | Data                   | Torneig               | Superfície   | Parella                | Oponents                      | Marcador |
| ---------- | ---- | ---------------------- | --------------------- | ------------ | ---------------------- | ----------------------------- | -------- |
| Guanyador  | 1.   | 11 de setembre de 2016 | US Open, Estats Units | Dura         | Mate Pavić             | Coco Vandeweghe Rajeev Ram    | 6−4, 6−4 |
| Guanyadora | 2.   | 6 de juny de 2024      | Roland Garros, França | Terra batuda | Édouard Roger-Vasselin | Desirae Krawczyk Neal Skupski | 6−4, 7−5 |

### Equips: 1 (1−0)
| Resultat   | Núm. | Data               | Torneig                       | Superfície | Equip                                                                           | Oponents                                                                                 | Marcador |
| ---------- | ---- | ------------------ | ----------------------------- | ---------- | ------------------------------------------------------------------------------- | ---------------------------------------------------------------------------------------- | -------- |
| Guanyadora | 1.   | 7 de gener de 2024 | United Cup, Sydney, Austràlia | Dura       | Angelique Kerber Tatjana Maria Maximilian Marterer Kai Wehnelt Alexander Zverev | Hubert Hurkacz Katarzyna Kawa Daniel Michalski Katarzyna Piter Iga Świątek Jan Zieliński | 2−1      |

## Trajectòria

### Individual
| Torneig | 2009        | 2010        | 2011        | 2012 | 2013        | 2014        | 2015        | 2016  | 2017        | 2018        | 2019        | 2020        | 2021 | 2022 | 2023 | 2024 | Títols   | V − D    |
| --- | ----------- | ----------- | ----------- | ---- | ----------- | ----------- | ----------- | ----- | ----------- | ----------- | ----------- | ----------- | ---- | ---- | ---- | ---- | -------- | -------- |
| Open d'Austràlia | A           | A           | A           | A    | A           | A           | Q3          | 3R    | 1R          | A           | 2R          | 2R          | 1R   | A    | 3R   | 2R   | 0 / 7    | 7 – 7    |
| Roland Garros | A           | A           | Q2          | A    | A           | Q3          | Q2          | 1R    | A           | 1R          | 2R          | QF          | 1R   | Q3   |      | 1R   | 0 / 6    | 5 – 6    |
| Wimbledon | A           | A           | Q1          | A    | A           | Q2          | 1R          | 1R    | A           | A           | 2R          | NC          | 1R   | A    |      |      | 0 / 4    | 1 – 4    |
| US Open | Q1          | A           | Q1          | A    | Q2          | Q3          | 1R          | 3R    | A           | 1R          | 2R          | 1R          |      | 1R   | 1R   |      | 0 / 7    | 3 – 7    |
| Jocs Olímpics | No celebrat | No celebrat | No celebrat | A    | No celebrat | No celebrat | No celebrat | QF    | No celebrat | No celebrat | No celebrat | No celebrat | 1R   | NC   | NC   |      | 0 / 2    | 3 – 2    |
| Total Victòries−Derrotes | 0−0         | 0−1         | 0−0         | 0−0  | 0−0         | 1−2         | 5−7         | 29−19 | 13−12       | 8−11        | 15−21       | 13−8        | 8−13 | 3−8  |      |      | 98 – 108 | 98 – 108 |
| Rànquing a final d'any | 227         | 225         | 243         | 383  | 235         | 161         | 90          | 31    | 69          | 117         | 73          | 50          | 124  | 169  |      |      |          |          |
| Llegenda: G: Guanyadora; F: Finalista; SF: Semifinalista; QF: Quarts de final; Q: Qualificació; A: Absent; RR: Round Robin; |             |             |             |      |             |             |             |       |             |             |             |             |      |      |      |      |          |          |

### Dobles femenins
| Open d'Austràlia | A   | A   | A   | A           | A           | A           | A    | A           | A           | A           | 1R    | 2R          | A           | 1R          | 1R          | 3R    | A    | 1R | QF | 0 / 7    | 6 – 7    |
| Roland Garros | A   | A   | A   | A           | A           | A           | A    | A           | A           | A           | 3R    | A           | A           | 3R          | 2R          | 3R    | 1R   | 1R |    | 0 / 6    | 7 – 6    |
| Wimbledon | A   | A   | A   | A           | A           | A           | A    | A           | A           | Q1          | 1R    | A           | A           | 3R          | NC          | 3R    | A    | QF |    | 0 / 4    | 7 – 4    |
| US Open | A   | A   | A   | A           | A           | A           | A    | A           | A           | 2R          | 1R    | A           | 3R          | 3R          | G           | A     | A    | F  |    | 1 / 6    | 15 – 5   |
| Jocs Olímpics | NC  | NC  | A   | No celebrat | No celebrat | No celebrat | A    | No celebrat | No celebrat | No celebrat | 1R    | No celebrat | No celebrat | No celebrat | No celebrat | 1R    | NC   | NC |    | 0 / 2    | 0 – 2    |
| WTA Finals | A   | A   | A   | A           | A           | A           | A    | A           | A           | A           | A     | A           | A           | A           | NC          | A     | A    | G  |    | 1 / 1    | 4 – 1    |
| Total Victòries−Derrotes | 0−1 | 0−0 | 1−1 | 0−0         | 0−1         | 1−3         | 0−0  | 0−1         | 3−2         | 22−7        | 10−16 | 5−8         | 9−3         | 13−8        | 9−7         | 14−10 | 23−7 |    |    | 114 – 76 | 114 – 76 |
| Rànquing a final d'any | 206 | 372 | 211 | 152         | 179         | 289         | 1083 | 488         | 232         | 44          | 86    | 128         | 80          | 82          | 41          | 58    | 27   |    |    |          |          |
| Llegenda: G: Guanyadora; F: Finalista; SF: Semifinalista; QF: Quarts de final; Q: Qualificació; A: Absent; RR: Round Robin; |     |     |     |             |             |             |      |             |             |             |       |             |             |             |             |       |      |    |    |          |          |

### Dobles mixts
| Open d'Austràlia | A  | 1R          | A           | A           | A           | 1R | A  | A  | QF | 0 / 3 | 2 – 3 |
| Roland Garros | A  | A           | A           | A           | NC          | 1R | 1R | A  |    | 0 / 2 | 0 – 2 |
| Wimbledon | 2R | A           | A           | QF          | NC          | A  | A  | 1R |    | 0 / 3 | 4 – 3 |
| US Open | G  | A           | 1R          | 1R          | NC          | A  | 1R | 1R |    | 1 / 5 | 5 – 4 |
| Jocs Olímpics | A  | No celebrat | No celebrat | No celebrat | No celebrat | QF | NC | NC |    | 0 / 1 | 1 – 1 |
| Llegenda: G: Guanyadora; F: Finalista; SF: Semifinalista; QF: Quarts de final; Q: Qualificació; A: Absent; RR: Round Robin; |    |             |             |             |             |    |    |    |    |       |       |